# Ștefan Petică
Ștefan Petică (prononciation du roumain : [ʃteˈfan ˈpetikə] ; né le 20 janvier 1877 et mort 17 octobre 1904) est un poète symboliste roumain, écrivain, dramaturge, journaliste et militant socialiste. Né dans la campagne de Tecuci, il s'intéresse tôt à la littérature et à la poésie. Après le lycée, il va à Bucarest, où il cesse vite d'étudier pour travailler dans le journalisme, son salaire est faible. Ștefan Petică publie un volume de poésie avant sa mort à l'âge de vingt-sept ans, et devient un représentant du mouvement symboliste.

## Biographie

### Origines, éducation et influences intellectuelles
Né à Bucesti, dans le județ de Galați, c'est le fils des paysans libres (răzeși) Ianache et Catinca Petică. Il fréquente l'école primaire à proximité de Liești, puis le gymnasium DA Sturdza à Tecuci (1888-1892) et le lycée Nicolae Balcescu à Brăila (1892-1896). Il obtient son diplôme d'études secondaires à Bucarest en 1898. Inscrit à la faculté de philosophie et de littérature de l'Université de Bucarest , il n'obtient pas son diplôme : manquant de fonds, il devient journaliste et a un bas salaire ,. Bien que bon étudiant en sciences au lycée, il s'intéresse davantage à la littérature, parvenant à maîtriser le français, l'allemand et l'anglais et se tenant au courant des écrivains européens contemporains. Il peut ainsi les lire dans les langues originales, français, allemand, anglais, espagnol, italien, ainsi qu'un peu de russe. Intéressé par la philosophie et la sociologie, il les lit également,. Avec un camarade de classe, il aurait préféré une étude d' Herbert Spencer au déjeuner et un poème de Walt Whitman au dîner.
Il s'intéresse aux classiques grecs et romains, à un commentaire du Coran, aux versets de Ferdowsi en allemand, à l'astronomie copernicienne, à des  romans espagnols, à l' étude de Franz Miklosich sur la philologie roumaine, à l'esthétique de Johann Wolfgang von Goethe ; aux œuvres de Wilhelm Wundt, Arthur Schopenhauer, Arthur de Gobineau et Spencer's First Principles ; aux découvertes archéologiques du magazine Blätter für die Kunst de Johann Joachim Winckelmann et Stefan George . Il lit aussi Théodore Aubanel, Frédéric Mistral, Stendhal, Ernest Renan, Ugo Foscolo, Fiodor Dostoïevski, Ivan Tourgueniev, Léon Tolstoï et Alexandre Herzen . Ses références critiques des années 1900 à 1903 montrent sa connaissance de Charles Baudelaire, Stéphane Mallarmé, Paul Verlaine, Jean Moréas, Albert Samain, Emile Verhaeren et Maurice Maeterlinck, et de l'histoire de l'art. Dans son commentaire se trouvent des études d'art grec de Winckelmann et Gotthold Ephraim Lessing, ainsi que des arguments esthétiques de John Ruskin.

### Militantisme socialiste, poésie et héritage
Petică adhère au mouvement socialiste qui commence à Brăila en 1893, lorsqu'il rejoint le club ouvrier où Izabela Andrei, militante et poète, est active. Ses lectures politiques comprennent Spencer, Schopenhauer et Renan, ainsi que John Stuart Mill, Thomas Carlyle, Pierre Paul Royer-Collard, Victor Cousin et Hippolyte Taine ; il résume ses lectures dans des fiches. Il entretient une correspondance sur des sujets socialistes avec Eugeniu Botez, alors lycéen à Iași. Il publie dans le journal socialiste Munca à partir de 1894. L'un de ses premiers articles est "Socialismul la sate" ("Le socialisme dans les villages"). Il écrit également pour le journal socialiste Lumea nouă à partir de 1896, devenant rédacteur en chef en 1898.
À la suite d'une scission du mouvement, il rejoint le groupe dirigé par VA Urechia, renonçant à ses anciennes idées et, entre 1898 et 1903, écrit une série d'articles contenant des déclarations antisocialistes. Il publie aussi dans Apărarea națională, Depeșa, Dorobanțul, Literatorul, Lumea nouă literară și științifică, România ilustrată, România jună et Sămănătorul . Dans Lumea nouă literară și științifică, en 1896, est publié son premier poème intitulé "Cântec" ("Chanson"). Il signe avec différents noms de plume : Caton, Erics, Mușat, Narcis, Sapho, Senez, Sentino, Sergiu, Step, Stiopca, Ștefan et Trubadur, ou avec les initiales Șt. P. Il est secrétaire de rédaction du Literatorul d'Alexandru Macedonski de février à juin 1899.
Il appartient au milieu bohème de Bucarest au tournant du XXe siècle et est actif dans le cercle de Macedonski. Les poèmes de Petică, rassemblés dans la Fecioara în alb de 1902. Când vioarele tăcură. Visurilor de Moartea , figurent parmi les premiers poèmes symbolistes de Roumanie. Ils présentent une unité thématique et tonale. Il théorise le symbolisme. Il publie aussi des pièces de théâtre ( Solii păcii, 1900-1901 et Frații, 1903) laissant des ébauches manuscrites d'une trentaine d’œuvres dramatiques. Sa prose comprend à la fois du journalisme (politique et sketches) et des poèmes en prose qui ont pour thème la nature.
En 1904, atteint d'une tuberculose qui s'aggrave, il quitte d'abord son poste de bibliothécaire au ministère, puis part définitivement de la capitale. De retour chez ses parents, il meurt dans son village natal à l'âge de vingt-sept ans,. Depuis 1994, la bibliothèque publique de Tecuci porte son nom.